# 布雷迪斯 (加利福尼亞州)
布雷迪斯（英語：Bradys）是位於美國加利福尼亞州克恩縣的一個非建制地區。該地的面積和人口皆未知。

## 地理
布雷迪斯的座標為35°42′08″N 117°52′07″W / 35.70222°N 117.86861°W，而該地的平均海拔高度為763米（即2503英尺）。